# Sardhana (zamindari)
El zamindari de Sardhana fou un important estat tributari protegit del districte de Meerut amb 73 km² i uns ingressos d'1,3 lakhs, que tenia capital a Sardhana (ciutat).
La familia governant descendeix d'Ali Musa Raza, el vuitè imam dels muswi sayyids; els imams residien a Paghman, prop de Kabul, però a causa dels favors atorgats a la missió de Sir Alexander Burnes foren expulsats per l'emir després de la retirada britànica de la capital afganesa. Els britànics els van concedir una pensió i la família es va establir a Sardhana, un recent territori britànic adquirit per lapse a la mort de Begum Sumru. Durant el motí Sayyid Muhammad Jan Fishan Khan, cap de la família, va aixecar un cos de cavallers i va fer bons serveis als britànics tant a Meerut com a Delhi. Com a recompensa van rebre el títol de nawab bahadur i diversos territoris confiscats i la pensió es va convertir en perpètua. La família va afegir nous territoris amb compres, però després especulacions i extravagàncies van suposar la pèrdua de part del patrimoni i l'estat va passar sota administració de la cort de Wards el 1895; el 1901 els deutes, que pujaven a 10 lakhs, foren pagats amb un préstec del govern. El nawab Sayyid Ahmad Shah, igual que els seus dos predecessors, eren fills de Jan Fishan Khan (+ 1864).